# Lépron-les-Vallées
Lépron-les-Vallées település Franciaországban, Ardennes megyében. Lakosainak száma 65 fő (2022. január 1.). Lépron-les-Vallées Aubigny-les-Pothées, Signy-l’Abbaye, Thin-le-Moutier és Vaux-Villaine községekkel határos.

## Népesség
A település népességének változása:
| Lakosok száma | 72   | 61   | 50   | 81   | 99   | 92   | 78   | 75   | 73   | 65   |
|               | 1968 | 1982 | 1990 | 2006 | 2013 | 2015 | 2017 | 2019 | 2020 | 2022 |